# رانکس (پنسیلوانیا)
رانکس (به انگلیسی: Ronks) یک منطقهٔ مسکونی در ایالات متحده آمریکا است که در شهرستان لنکستر، پنسیلوانیا واقع شده‌است. رانکس ۳۶۲ نفر جمعیت دارد.